# Sträv rosenstav
Sträv rosenstav (Liatris aspera) är en art i familjen korgblommiga växter från sydöstra Kanada, centrala och östra USA.
- Wikimedia Commons har media som rör Sträv rosenstav.